# 124
Glej tudi: število 124
124 (CXXIV) je bilo prestopno leto, ki se je po julijanskem koledarju začelo na petek.

## Dogodki
- 1. januar